# Entionella eriphiae
Entionella eriphiae är en kräftdjursart som beskrevs av Demassieux och Veillet 1980. Entionella eriphiae ingår i släktet Entionella och familjen Entoniscidae. Inga underarter finns listade i Catalogue of Life.